# Ciaño
Ciaño (en asturiano y oficialmente Ciañu) es una parroquia del concejo asturiano de Langreo (España) y uno de los seis distritos que conforman la ciudad de Langreo. 
Unas 2.000 personas viven en el distrito urbano de Ciaño y unas 1.000 en el resto de la parroquia. 

## Historia

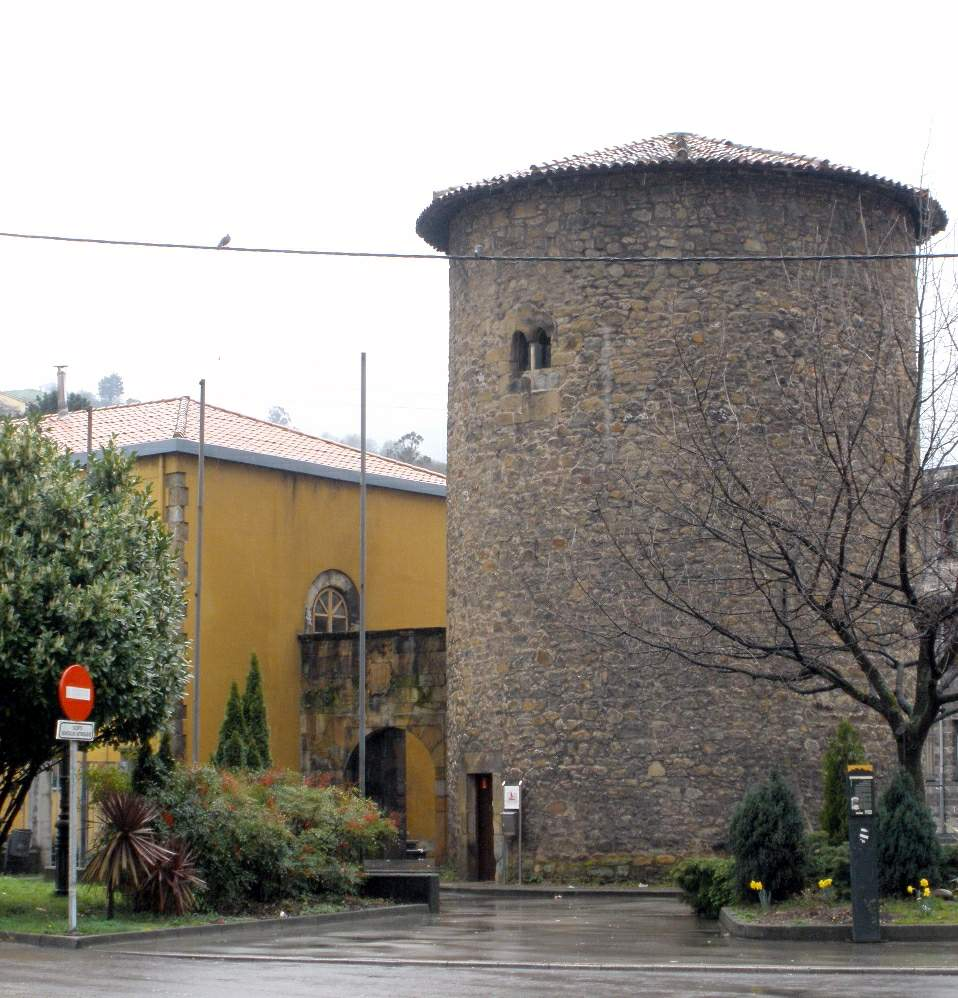
Torre de La Quintana

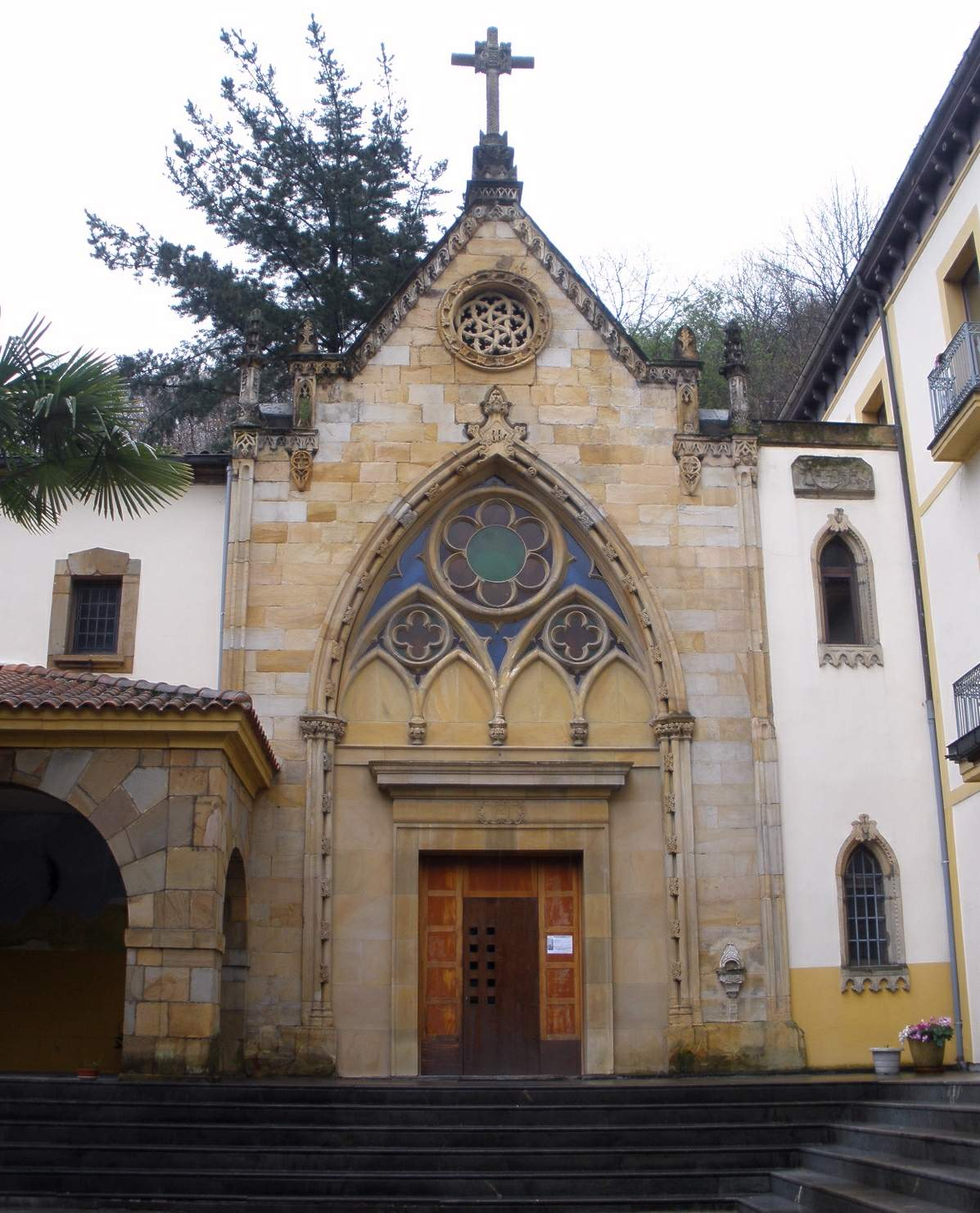
Palacio de San Féliz

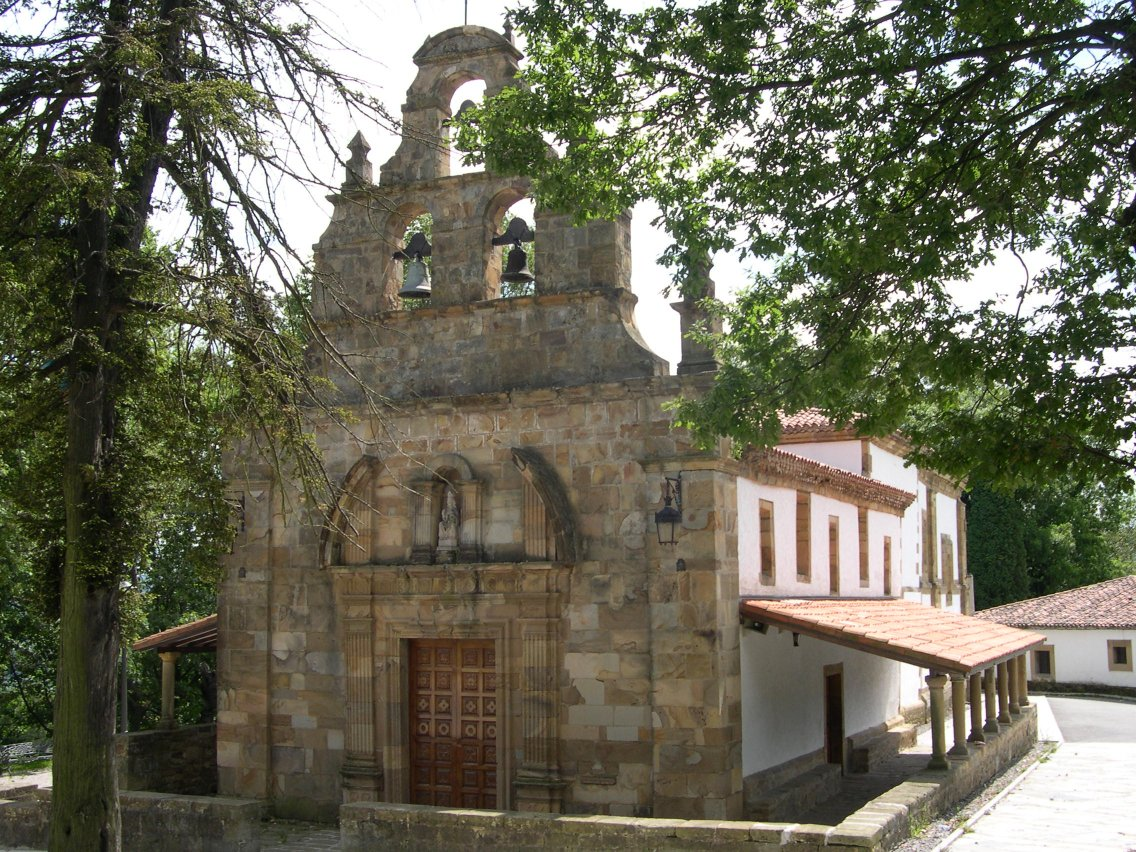
Santuario de Nuestra Señora del Carbayu

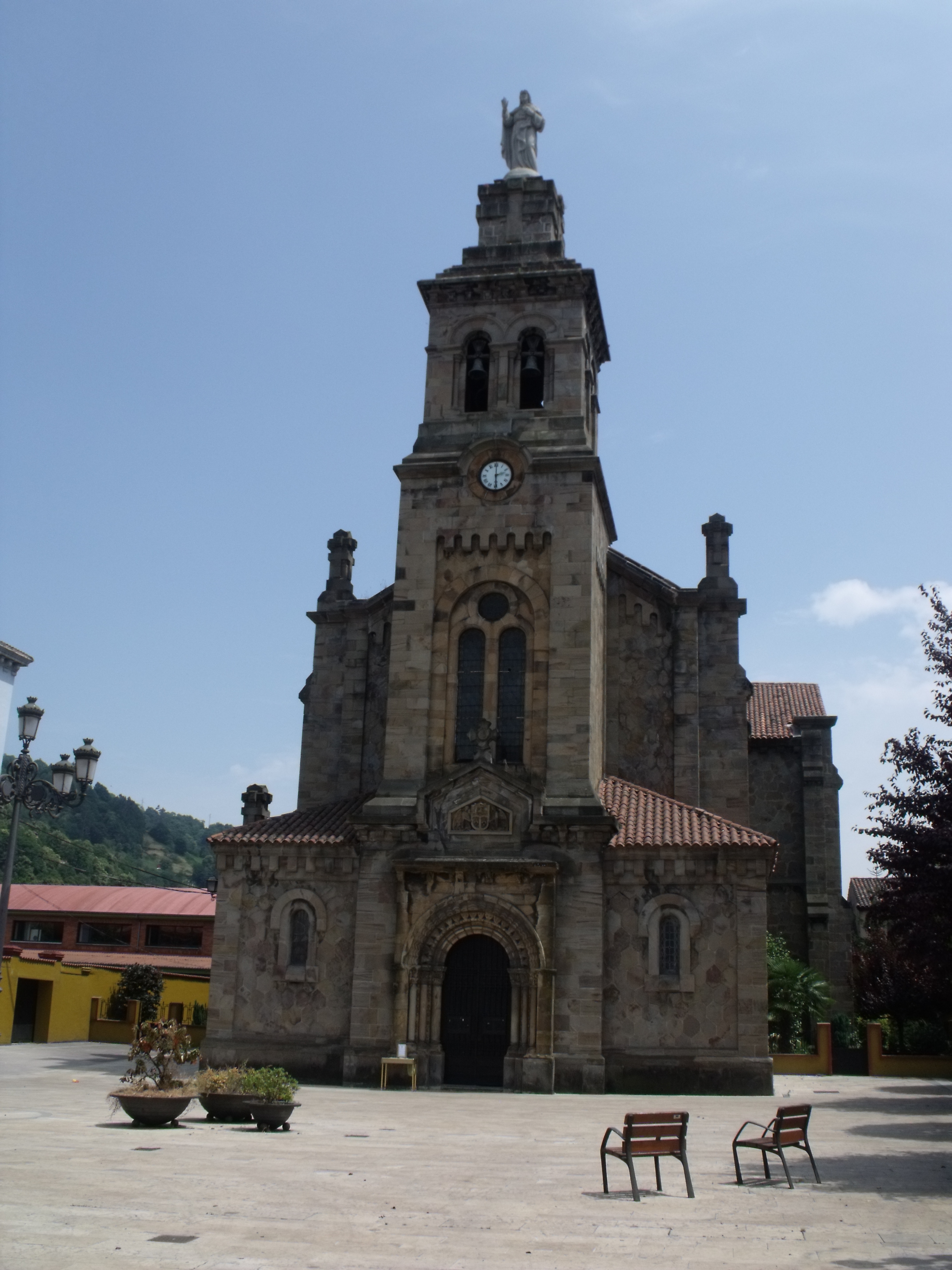
Iglesia de San Esteban

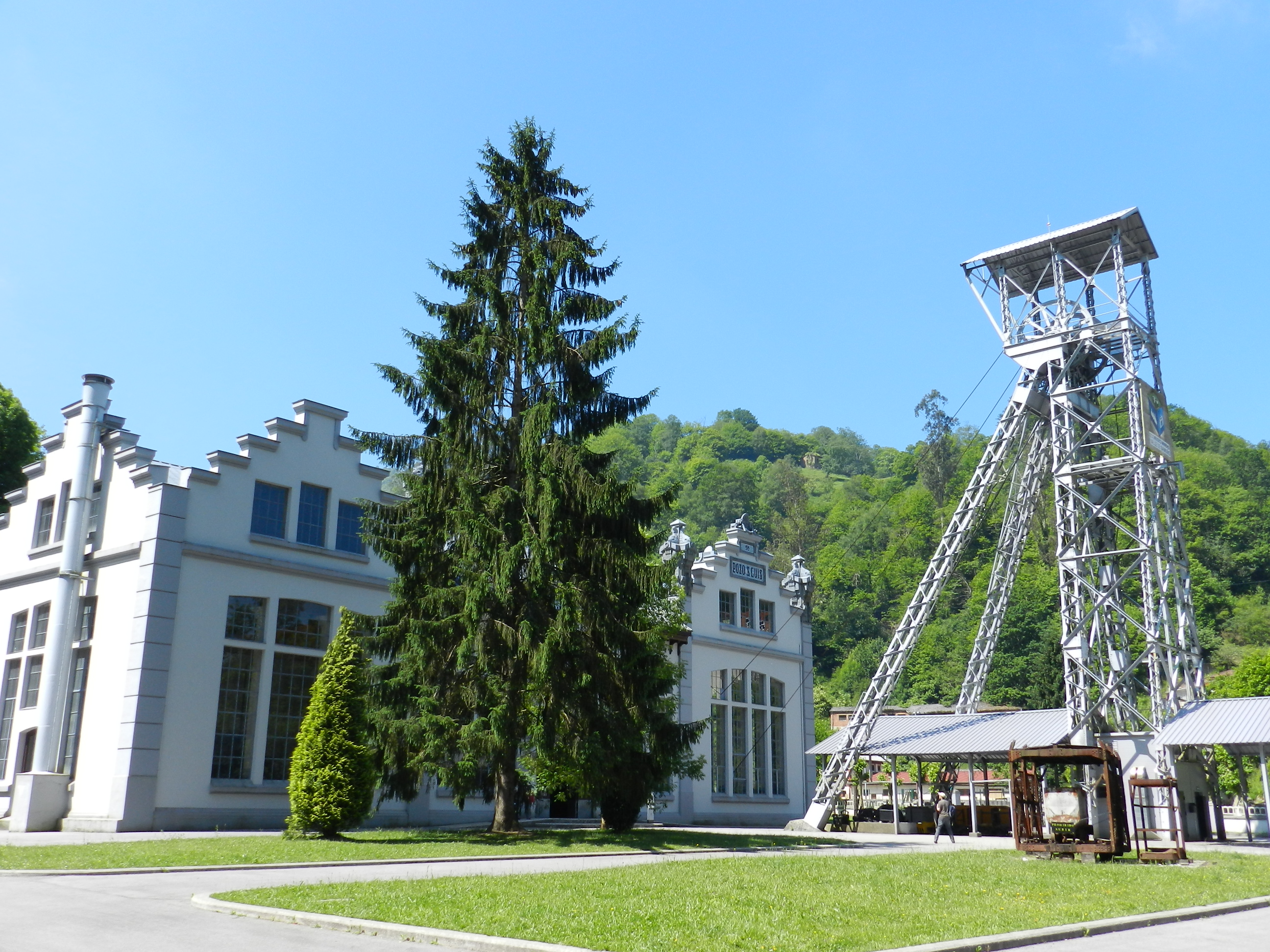
Ecomuseo minero del Valle de Samuño en el pozo San Luis

En el siglo XVI constituía económicamente el núcleo más importante de Langreo. Ciaño quiere decir "el ángulo de la ciudad" (Civitatis angulum). Su origen medieval hace que cuente hoy con numerosas construcciones históricas, entre ellas las portadas románicas de la iglesia de San Esteban, del siglo  siglo XII. Por ello, en Ciaño radicaban las tareas administrativas del concejo hasta que fueron trasladadas a Sama de Langreo. 
En el siglo XIX comienza a crecer la extracción de carbón, siendo Ciaño uno de los núcleos que más prosperó gracias a la explotación de hulla. A mediados del siglo XX se construyen en la localidad numerosas barriadas obreras como Pompián, Tras el Canto, San José y San Esteban. La parroquia de Ciaño contó con innumerables explotaciones mineras, entre ellas tres grandes pozos: el María Luisa (que da nombre a la conocida canción minera En el Pozo Maria Luisa/Santa Bárbara Bendita), el San Luis y el pozo Samuño. En el Valle de Samuño se encuentra el Ecomuseo Minero, cuyo recorrido se puede hacer en un tren turístico que entra en una galería del mencionado pozo San Luis, el cual se puede visitar-
La parroquia de Ciaño llegó a superar los 10.000 habitantes en 1960, de los cuales casi 7.000 vivían en la localidad urbana. Con todo, Ciaño contó con varios colegios, entre ellos La Salle, cine, comercios, varios economatos, etc. 
EL distrito urbano de Ciaño, que conforma junto con Riaño, Lada, Barros, Sama y La Felguera la ciudad de Langreo, es cruzado por el río Nalón y su afluente el Samuño. La localidad cuenta con dos apeaderos, Renfe y Renfe Ancho Métrico, mercado de abastos, dos centros culturales, un colegio público, un centro de día, y un instituto de educación secundaria y formación profesional, además de albergar la sede de Sadim. También hospeda la planta química del Nalón. No obstante la crisis de reconversión industrial de las cuencas mineras hizo que Ciaño perdiese su peso demográfico y muchos de sus servicios. Celebra anualmente sus fiestas del Corpus y unas jornadas gastronómicas dedicadas a los callos. Numerosas rutas como la del Samuño y Los Molinos recorren el territorio rural.

## Economía
Alas Iberia, empresa del sector del aluminio. Tiene su sede en Ciaño.

## Lugares de interés

### En Ciaño
- Torre Medieval y Casa de la Quintana (Bien de Interés Cultural)
- Casa de la Buelga (Bien de Interés Cultural)
- Casa de los Alberti (Bien de Interés Cultural)
- Palacio de San Féliz (Bien de Interés Cultural)
- Iglesia de San Esteban (Bien de Interés Cultural)
- Pozo María Luisa
- Chalé de Carbones La Nueva
- Antigua Malatería
- Antigua estación de Renfe
- Parque Rosario Felgueroso y Monumento a los Hermanos Felgueroso

### En el resto de la parroquia
- Santuario de la Virgen del Carbayu (patrona de Langreo, Bien de Interés Cultural)
- Yacimiento Pico Castiello
- Pozo Samuño
- Pozo San Luis
- Socavón Isabel
- Túnel de La Trechora
- Economato de Santa Ana
- Casa de Los Herrero

## Lugares
- L'Armá
- La Barraca (Ciaño)
- La Cabaña (Ciaño)
- Cabaños
- El Cau
- El Cadavíu
- La Caleya (Ciaño)
- La Campa (Ciaño)
- La Canga
- El Cantu Trichuru
- La Capilla (Ciaño)
- El Carbayal
- El Carbayu
- Cardiñuezo
- La Casa Baxo
- La Casa'l Medio
- Casielles
- La Casona (Ciaño)
- Les Casuques
- El Centenal
- El Corralón
- Corros (Ciaño)
- Les Cubes
- Les Cuestes
- L'Escobal
- Felguera (Ciaño)
- Los Fornos
- Foyeo
- El Fresneal
- La Fernosa
- Les Hedreres
- La Enverniza
- La Llimosnera
- El Yanu
- La Moquina
- La Mosquitera
- El Navaliigu
- La Nueva
- Omedines
- Otones (Ciaño)
- Pampiedra
- Paniciri
- La Payega
- La Peña Utiillu
- La Perallonga
- El Picu Castillu
- El Pasaúriu
- La Polla (Ciaño)
- El Pozobal
- La Puente Umeru
- El Pumarón
- El Rebullu
- Roíles
- La Roza (Ciaño)
- San Roque (Ciaño)
- El Sestu
- Los Tablones (Ciaño)
- La Tixera
- El Tendiyón
- La Tixuca
- El Trichuru
- El Túnel (Ciaño)
- La Vallina
- Viesques
- La Xuga
- L'Azorera
- El Carril (Ciaño)
- La Ceposa
- La Cuesta la Viña
- El Nadal
- El Praón
- Pumarín (Ciaño)
- Santana (Ciaño)
- Los Valles (Ciaño)
- Cogorderos (Ciaño)
- La Tiyera
- La Capilla Cabaños
- La Trechora
- L'Utiillu Baxo
- L'Utiillu Riba